# Orel východní
Orel východní (Haliaeetus pelagicus), známý též pod názvy orel kamčatský, bělokřídlý nebo Stellerův (podle svého objevitele, německého přírodovědce Georga Wilhelma Stellera), je velký dravec z čeledi jestřábovitých.
Vyskytoval se ve dvou poddruzích: H. p. pelagicus a H. p. niger, který je v současné době již zřejmě vyhuben.

## Popis
Orel východní je největším zástupcem rodu Haliaeetus, nejtěžším dravcem světa a jedním z největších dravců vůbec. Dorůstá 86,5–105 cm a v rozpětí křídel měří 203–241 cm. Samice dosahují hmotnosti obvykle v rozmezí od 6,8 do 9 kg, samci pak od 4,9 do 6 kg. Je převážně černý se žlutým zobákem a bílým zbarvením na končetinách, ocasu, spodních krovkách ocasních a křídlech.

## Rozšíření
Hnízdí na Kamčatském poloostrově, v pobřežních oblastech Ochotského moře jižně až po řeku Amur a severně po Sachalin a Šantarovy ostrovy v Rusku. Je částečně tažný se zimovišti na jihu Kurilských ostrovů a na ostrově Hokkaidó v Japonsku.

## Potrava
Orel východní se živí zejména rybami, převážně pak lososy, pstruhy a treskami. Mimo ně však požírá i vodní ptáky (kachny, racky, mladé labutě), savce, kraby, chobotnice a mršiny.

## Rozmnožování
Je monogamní. Objemné hnízdo z větví staví vysoko na stromě nebo na skále. Během dubna až května samice klade 1–3 zeleno-bílá vejce, na kterých sedí po dobu 39–45 dnů. Mláďata jsou po vylíhnutí popelavě šedá s bílou spodinou těla. Pohlavní dospělosti dosahují ve věku 4–5 let.
Ačkoli jsou jejich hnízda občas pleněna savci a krkavcovitými, dospělí ptáci již nemají žádného přirozeného predátora a jsou na vrcholu potravního řetězce.